# Protege
Protege es el nombre con el que se conoce a la Asociación de Municipalidades Proyecto Protege, institución sin fines de lucro que agrupa a las municipalidades de Lo Barnechea, Las Condes, La Reina, Peñalolén, La Florida, San José de Maipo y Colina, cuyo propósito expreso es "valorar, conservar y recuperar las 648.900 hectáreas de la precordillera y cordillera andina central", de la Región Metropolitana de Santiago, Chile.
Su presidente es Luis Montt Dubournais, alcalde de La Reina; y sus Directores, Felipe Bañados Munita y Carlos Fuenzalida Fernández.
Protege aspira a hacer de la precordillera de Santiago una Reserva Ecológica y parque natural abierto a los habitantes de la ciudad, para mejorar la calidad de vida de estos, contribuir a formar conciencia del cuidado ambiental, la protección de la biodiversidad y la unidad ecológica del ecosistema del lugar, y "acercar al ser humano a los valores esenciales que lo guían en su relación con lo trascendente y con sus semejantes".

## Iniciativas
Una de las actividades destacadas de Protege es el programa de educación ambiental y vida al aire libre, dirigido a estudiantes de enseñanza básica y media. Por medio de actividades al aire libre, el programa busca fortalecer las habilidades sociales, el trabajo en equipo y las técnicas de mínimo impacto en el medio ambiente. Dichas técnicas las agrupan bajo el nombre "No Deje Rastro".
Otra iniciativa importante es la creación de una red de senderos de montaña de más de 40km, debidamente señalizados, en la zona precordillerana de la Sierra de Ramón con acceso a las cumbres de los cerros De Ramón, Provincia, El Abanico y La Cruz. Se han constituido también servidumbres de paso ecológicas, voluntarias y a perpetuidad, como las del Parque Puente Ñilhue -en Lo Barnechea- y Sendero de Chile -en Peñalolén-. Otras servidumbres de paso y otros senderos, como el que lleve a la cumbre del Punta Damas, están en fase de implementación.

## Historia
Protege nace en 1993 con el acuerdo firmado por 7 municipalidades del sector oriente de Santiago. En 1994 Protege firmó un acuerdo con la Intendencia de Santiago y el Ministerio de Vivienda y Urbanismo que incluía medidas específicas de protección ambiental.
En 1997 se comenzó a implementar una red de senderos, proyecto emblemático de Protege.
Entre los años 2001 y 2005 se desarrolló un estudio de biodiversidad que arrojó como resultado datos hasta entonces desconocidos (Ver Ecosistema)
Por petición de Protege, en el año 2003 el Servicio Agrícola y Ganadero declaró la zona área prohibida de caza. Y la Comisión Regional del Medio Ambiente (Corema) en 2005 declaró el lugar 7º Sitio Prioritario de Conservación de la Biodiversidad en la Región Metropolitana.
En 2006 se construyeron sendos refugios de montaña, cercanos a las cumbres de los cerros De Ramón y Provincia. En diciembre de ese mismo año se inauguró el parque natural Aguas de Ramón, que cuenta con 3.624 ha y un Centro de Educación Ambiental. Se trata de una iniciativa en la que interactúan Corfo, Aguas Andinas, Conaf RM y Protege.

## Ecosistema

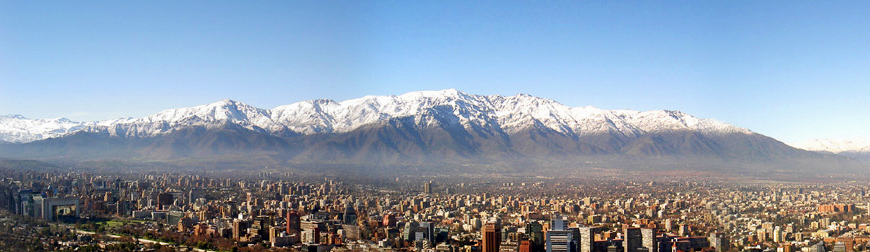
Vista de la Precordillera de Santiago desde la ciudad

Como resultado del estudio desarrollado en la zona protegida por Protege entre 2001 y 2005, se logró identificar de forma más precisa la flora y la fauna del lugar. Las siguientes son algunas cifras derivadas de ese estudio.
- Flora: 398 especies (346 nativas y 52 introducidas), 8 de las cuales se consideran en estado vulnerable.
- Fauna: 82 especies (60 de aves, 10 de mamíferos, 10 de reptiles y 2 de anfibios), 17 de las cuales presentan problemas de conservación.[15]

Un esfuerzo que se ha hecho para la conservación del ecosistema es la reforestación de la zona con más de 30.000 árboles.
El ecosistema de la zona es montañoso mediterráneo, uno de los cinco en su tipo en el mundo, y el único de América del Sur. Es uno de los 32 sitios de prioridad para la biodiversidad mundial.